# Małopolska Biblioteka Cyfrowa
Małopolska Biblioteka Cyfrowa (MBC) – biblioteka cyfrowa zajmująca się gromadzeniem i udostępnianiem  w postaci zdigitalizowanej dorobku piśmiennictwa Małopolski, zabytków kultury narodowej przechowywanych w małopolskich bibliotekach oraz publikacji z kolekcji małopolskich twórców i instytucji. MBC powstała na skutek współpracy władz województwa małopolskiego, Wojewódzkiej Biblioteki Publicznej w Krakowie, bibliotek Małopolski, organizacji pozarządowych, podmiotów komercyjnych, wydawców i samych twórców. 
MBC działa w ramach Federacji Bibliotek Cyfrowych, a jej zbiory udostępniane są także za pośrednictwem takich portali, jak np.: Europejska Biblioteka Cyfrowa Europeana i Katalog WorldCat.
Biblioteka działa w oparciu o oprogramowanie dLibra.

## Współtwórcy
Głównymi uczestnikami projektu są Wojewódzka Biblioteka Publiczna w Krakowie i Urząd Marszałkowski Województwa Małopolskiego. Współpracują z nim także: 
- Biblioteka Książąt Czartoryskich;
- Archiwum Państwowe w Krakowie;
- Biblioteka Muzeum Narodowego w Krakowie;
- Miejska Biblioteka Publiczna w Olkuszu;
- Miejska Biblioteka Publiczna w Chrzanowie;
- Wydawnictwo Jagiellonia SA;
- Miejska Biblioteka Publiczna im. Juliusza Słowackiego w Tarnowie;
- Zespół Efektywnych Technik Obliczeniowych ZETO S.A. w Tarnowie;
- Fundacja Tygodnika Powszechnego[3].

## Zasoby
Małopolska Biblioteka Cyfrowa w swoich zasobach posiada zbiory podzielone według sześciu kolekcji: Dziedzictwo kulturowe, Nauka i dydaktyka, Regionalia, Czasopisma, Zbiory archiwów i muzeów oraz Zbiory specjalne. 